# 고흥 소록도 병사성당
고흥 소록도 병사성당은 대한민국 전라남도 고흥군 도양읍, 국립소록도병원에 있는 성당이다. 2016년 6월 14일 대한민국의 국가등록문화재 제659호로 지정되었다.

## 등록 사유
한센인들이 직접 공사에 참여하여 지은 벽돌조 성당 건축물로, 그들의 육체적·정신적 아픔의 치유를 위한 영적 장소가 되었던 건물이며, 소록도라는 지역적 특징 속에서 한센인과 함께 한 역사적 가치가 있다.

## 같이 보기
- 소록도

## 참고 자료
- 고흥 소록도 병사성당 - 국가유산청 국가유산포털